# Bobo Mahkamow
Bobo Mahkamow (ros. Бобо Махкамов; ur. 1919 w kiszlaku Kulkand w ujeździe kokandzkim, zm. w maju 1986 w Duszanbe) – radziecki oficer służb wewnętrznych, generał służby wewnętrznej II rangi, minister spraw wewnętrznych Tadżyckiej SRR (1954–1962 i 1968–1973).

## Życiorys
Z pochodzenia Tadżyk. W 1939 skończył szkołę w Konibodom, od sierpnia 1939 do lipca 1940 słuchacz szkoły NKWD w Taszkencie, między lipcem a sierpniem 1940 był pełnomocnikiem operacyjnym Zarządu Bezpieczeństwa Państwowego (UGB) NKWD Tadżyckiej SRR. Od września 1940 do września 1941 pełnomocnik operacyjny Zarządu NKWD obwodu kulabskiego, od września 1941 do maja 1943 pełnomocnik operacyjny rejonowego oddziału NKWD w Szurobodzie, od lutego 1943 członek WKP(b), od lipca do grudnia 1943 starszy pełnomocnik operacyjny wydziału NKGB Tadżyckiej SRR. Od grudnia 1943 do sierpnia 1944 zastępca szefa oddziału NKGB Tadżyckiej SRR, od sierpnia 1944 p.o. szefa, a od 20 grudnia 1945 do lutego 1946 szef Oddziału 4 Wydziału 2 NKGB Tadżyckiej SRR, od lutego do sierpnia 1946 na kursach przy Wyższej Szkole MGB ZSRR, od sierpnia do grudnia 1946 szef oddziału MGB Tadżyckiej SRR, od grudnia 1946 do lipca 1948 zastępca szefa Wydziału 4 MGB Tadżyckiej SRR w stopniu starszego porucznika, a od 1948 majora. Od lipca 1948 zastępca szefa, a od 23 października 1951 do 31 marca 1953 szef Zarządu MGB obwodu leninabadzkiego (obecnie wilajet sogdyjski), od 31 marca do 28 grudnia 1953 szef Zarządu MWD obwodu kulabskiego, 7 grudnia 1953 awansowany na podpułkownika bezpieczeństwa państwowego, od 28 grudnia 1953 do 17 kwietnia 1954 szef Zarządu MWD obwodu leninabadzkiego. Od 17 kwietnia 1954 do września 1962 minister spraw wewnętrznych Tadżyckiej SRR, 24 kwietnia 1956 mianowany pułkownikiem służby wewnętrznej, a 31 sierpnia 1957 generałem służby wewnętrznej 3 rangi, od 22 listopada 1958 generał służby wewnętrznej 2 rangi, od 25 listopada 1968 do stycznia 1973 ponownie minister spraw wewnętrznych Tadżyckiej SRR, następnie na emeryturze w Duszanbe.

## Odznaczenia
- Order Czerwonego Sztandaru (31 sierpnia 1971)
- Order Czerwonego Sztandaru Pracy (trzykrotnie, w tym 23 października 1954 i 17 stycznia 1957)
- Order Czerwonej Gwiazdy (5 listopada 1954)
- Order „Znak Honoru”

I 9 medali.